# Studorg
Studentorganisationen vid Svenska social- och kommunalhögskolan vid Helsingfors universitet r.f., vanligtvis kallat StudOrg eller Studorg, är en studentförening för studenterna vid Svenska social- och kommunalhögskolan vid Helsingfors universitet (Soc&kom). Alla personer som har examensstudierätt vid Soc&kom har rätt att bli medlemmar i Studorg. Studorg har cirka 800 medlemmar. Föreningen grundades år 1943.
Föreningen bevakar sina medlemmars högskolepolitiska intressen samt ordnar program bland annat inom kultur, idrott och arbetsliv. Utöver det ordnar föreningen sitsar, fester och andra samkväm. Studorg ger ut sin egen tidning Soc&komposten som utkommer både på internet och i pappersformat.

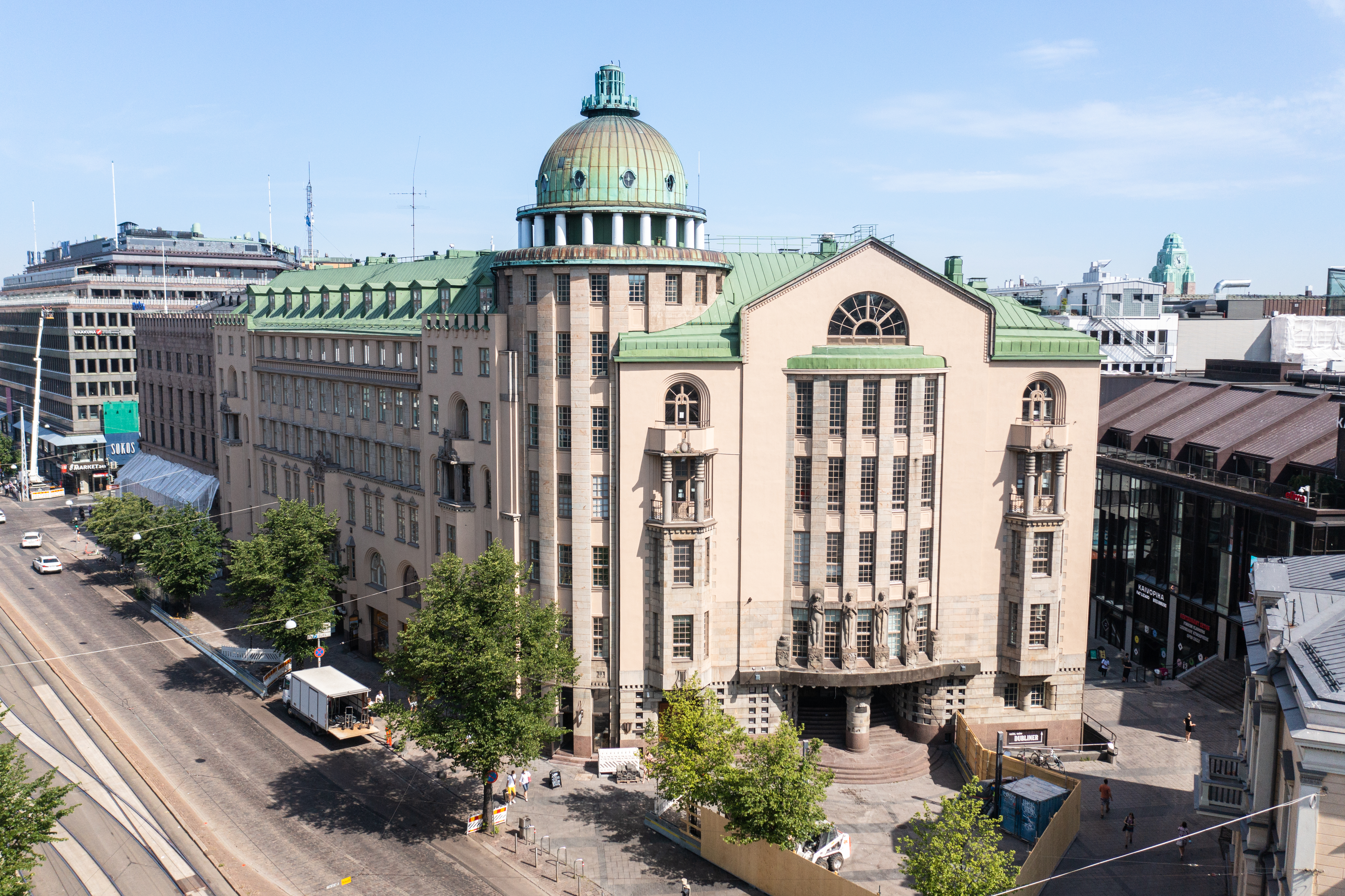
Nya studenthuset.